# آمال خمطاش
آمال خمطاش (انگلیسی: Amel Khamtache؛ زادهٔ ۴ مهٔ ۱۹۸۱) بازیکن والیبال زن اهل الجزایر است.